# Rudy Markussen
Rudy Markussen (født 24. juli 1977 i København) er en tidligere dansk bokser med tilnavnet "Hardhitter". Markussen startede sin professionelle boksekarriere 3. oktober 1997 og har en imponerende rekordliste på 39-3-1 (heraf er de 26 sejre på knockout). Han er tidligere EBU-mester og har bokset mod store navne som Sven Ottke og Danilo Haussler, begge kampe på deres hjemmebane. Markussen var tidligere en del af holdet på TV 2 Fight Night, der bestod af Patrick Nielsen, Kim Poulsen og Kasper Bruun, hvor Markussen vandt alle sine sejre på tidlige KO's. Han var også en del af Nordic Fight Night, der bliver vist på tv3+.

## Tidlige liv
Rudy Markussen startede med at bokse i CIK Bokseklub som ung, hvor Mikkel Kessler nogle få år efter også begyndte. De udviklede sammen et venskab og dannede deres egen gruppe med de andre drenge fra klubben. Deres fælles træner var Richard Olsen, de begge havde et tæt forhold til.

## Karriere
Hans første verdensmester-titelkamp fandt sted den 16. november 2002 i Nürnberg, Bayern i Tyskland og var en kamp mod den ubesejrede tyske mester Sven Ottke. Kampen var Ottkes 18. forsvarskamp af IBF-verdensmester titelbæltet. Markussen led sit første nederlag og tabte på point efter de 12. runder, hvor han var 4. af dem bagud. Han vandt EBU supermellemvægtsbæltet da han på sin 27. års fødselsdag den 24. juli 2004 vandt over Danilo Haussler i Frankfurt i Tyskland.
Rudy Markussen meldte i februar 2007 ud, at han var færdig med Mogens Palle efter gnidninger omkring sin kamp, som endte i et nederlag til russeren Sergej Tatevosjan i oktober 2006 i Parken i København. Markussen var dog foran på point og ikke særligt hårdt ramt – rent fysisk – da han lod sig tælle ud i 7. omgang. Han så sig sur på Palle da han havde ønsket en bedre modstander frem for Kesslers sparringspartner. Hans karriers andet nederlag som professionel bokser kom til at koste ham placeringer på verdensranglisten, hvor han inden opgøret mod russeren lå nummer tre hos WBA og IBF og var officiel udfordrer hos WBO. Efter 1/2 års fravær fra boksningen blev Markussen obligatorisk fjernet fra bokseverdenranglisterne. 
Efter han fik løsrevet sig fra Team Palle, underskrev han en kontrakt om at bokse med Team Sauerland og fik næsten 4 år efter en comback-kamp mod franskmanden Christophe Karagoz som han stoppede med et teknisk K.O. i 6. runde i TV2’s Fight Nights første stævne. Først slog han Karagoz i kanvassen, hvor der blev talt over kæmperen. Og få sekunder efter at kampen igen var sat i gang, sendte Markussen en byge af slag mod franskmanden, så dommeren stoppede kampen.
Efter kampen var det originalt tænkt at han skulle møde IBF-verdensmesteren Lucian Bute, men kampen blev ikke til noget. Markussen mødte i stedet serbiske Dejan Ribac i Messecenter Herning den 20. november i 2010 til TV2’s Fight Nights andet stævne. Den 30-årig modstander var med en rekordliste, der inden kampen sagde 19 sejre i 20 kampe, og blev slået i gulvet tre gange i 1. omgang og efter 2 minutter i første runde ramt i ribbenene og blev talt ud af kamplederen som et K.O. Kampen blev set af gennemsnitligt 620.000 danskere og markerede for alvor Markussens tilbagevenden i boksesporten.
Markussen slog sin modstander Steven Bendall ud på knockout i fjerde omgang ved TV 2 Fight Night i Herning den 17. december i 2011. Det var en ensidig kamp i de første to omgange, hvor englænderen mest forsøgte på at blokere danskerens hårde slag. I tredje omgang forsøgte englænderen sig med nogle nogle kombinationer, og ramte danskeren godt en enkelt gang, men den mere offensive satsning betød, at Markussen fik mulighed for at sætte sine hooks ind på englænderen. Han blev sendt i gulvet med få sekunder tilbage af omgangen. Englænderen blev ramt af to korte højrehænder til kæben efterfulgt af en venstre til kroppen. Til gengæld måtte Markussens træner Paul Duvill behandle et cut ved hans højre øje efter omgange. Skaden fik ikke nogen betydning for kampens afgørelse. Kort ind i fjerde omgang blev englænderen sendt i gulvet igen og kampen blev stoppet til Markussens fordel efter 32 sekunder.
Efter kampen blev, der arrangeret en kamp mod interim WBA-mesteren Brian Magee fra Nordirland den 18. februar 2012 i Brøndby Hallen. Rudy Markussen blev stoppet i 5 omgang i af kampen af et leverstød. 